# Bois-Guillaume-Bihorel
Bois-Guillaume-Bihorel war eine französische Gemeinde im Département Seine-Maritime in der Region Normandie.
Sie bestand seit dem 1. Januar 2012, als die beiden Gemeinden Bois-Guillaume und Bihorel fusionierten. Die Fusion wurde jedoch durch einen Gerichtsbeschluss vom 18. Juni 2013 verworfen und Ende 2013 rückgängig gemacht. Seither sind beide wieder selbständige Gemeinden.